# Dărâmați acest zid

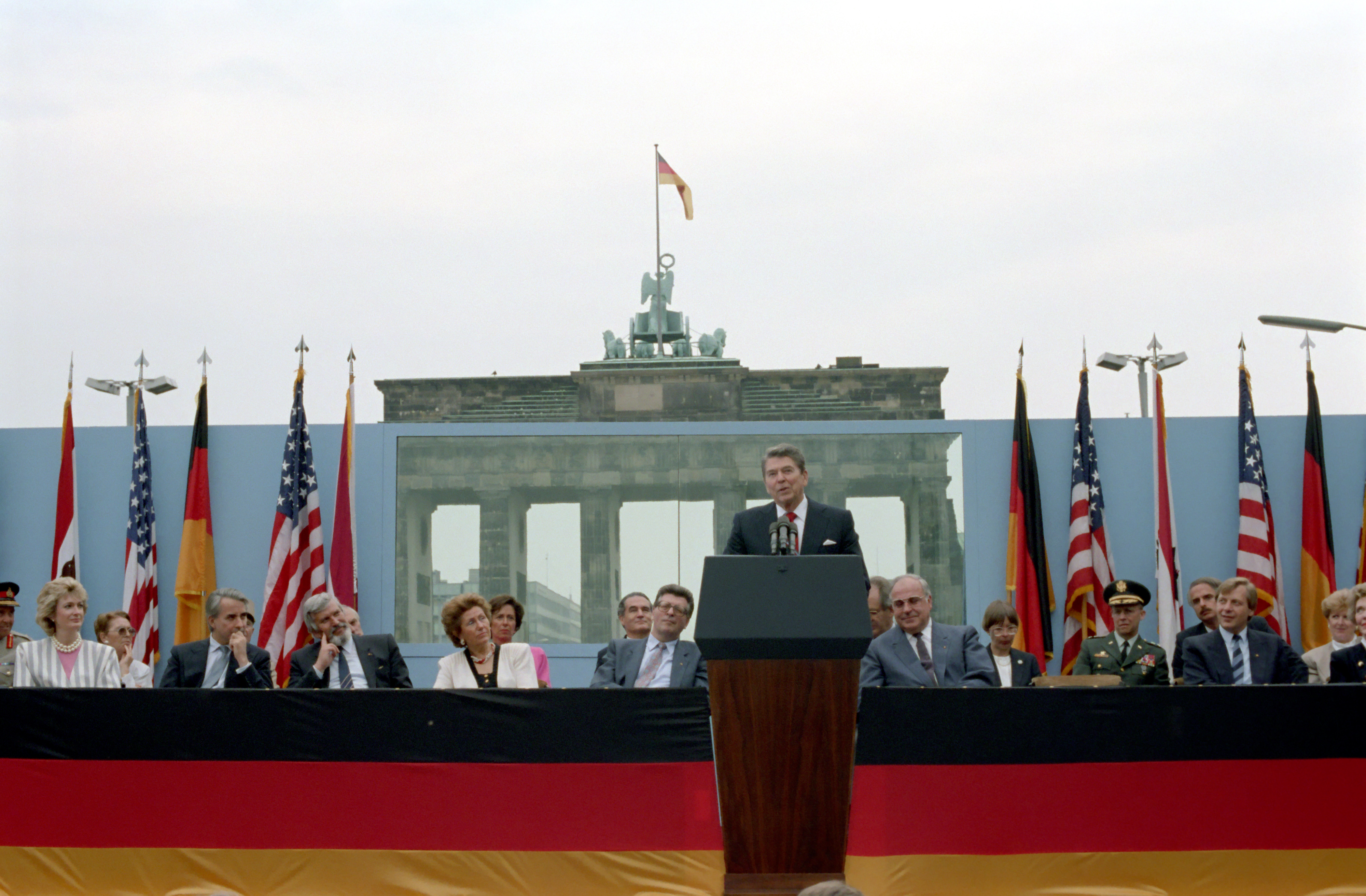
Reagan vorbind lângă Zidul Berlinului

"Tear down this wall – Dărâmați acest zid" este faimoasa provocare lansată de președintele american Ronald Reagan liderului sovietic Mihail Gorbaciov pentru demolarea Zidului Berlinului.
Într-un discurs ținut la Poarta Brandenburg, lângă Zidul Berlinului, pe 12 iunie 1987, Reagan l-a provocat pe Gorbaciov, pe atunci Secretar-General al Partidului Comunist al Uniunii Sovietice, să elimine simbolul divizării Europei. Deși din punct de vedere tehnic Zidul cădea în responsabilitatea Republicii Democrate Germane, Statele Unite considerau Germania Răsăriteană doar un stat-marionetă al sovieticilor.
Reagan a rostit celebra frază a discursului, în ciuda obiecțiunilor Departamentului de Stat și ale Consiliului Securității Naționale din SUA.
Pe 18 octombrie 1989, liderul est-german Erich Honecker a demisionat, iar pe 9 noiembrie, noile autorități est-germane au simplificat procedurile de călătorie ale cetățenilor țării, declanșând un proces care avea să se încheie cu demolarea Zidului.